# Arturo Brown
Arturo Brown (Worcester, 1961 – Boston, 17 settembre 1982) è stato un cestista statunitense con cittadinanza panamense.

## Carriera
Con Panama ha disputato i Campionati mondiali del 1982.
Il 17 settembre 1982 collassò in campo durante un allenamento della Boston University. Morì più tardi all'ospedale.